# Den

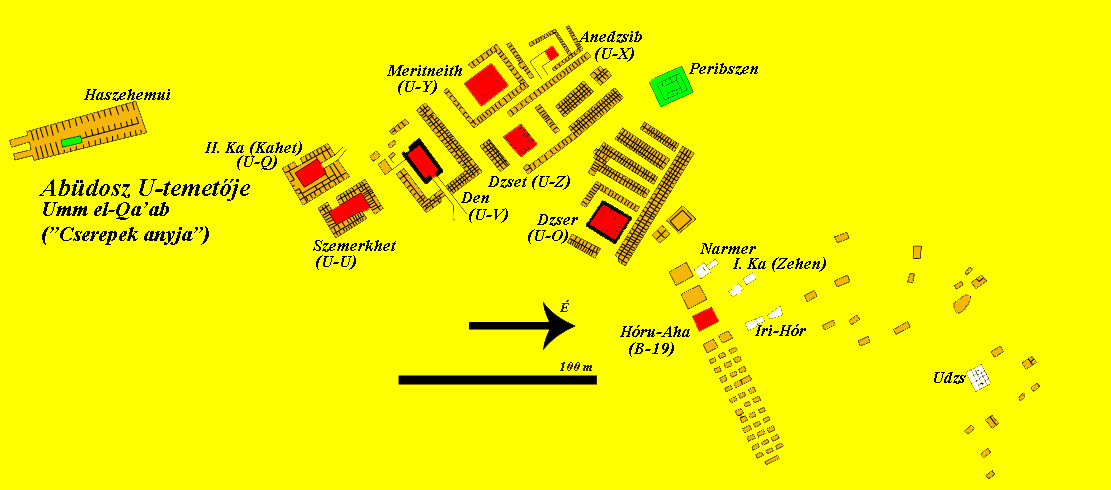
Az abüdoszi temető (Umm el-Kaáb) Den sírjával

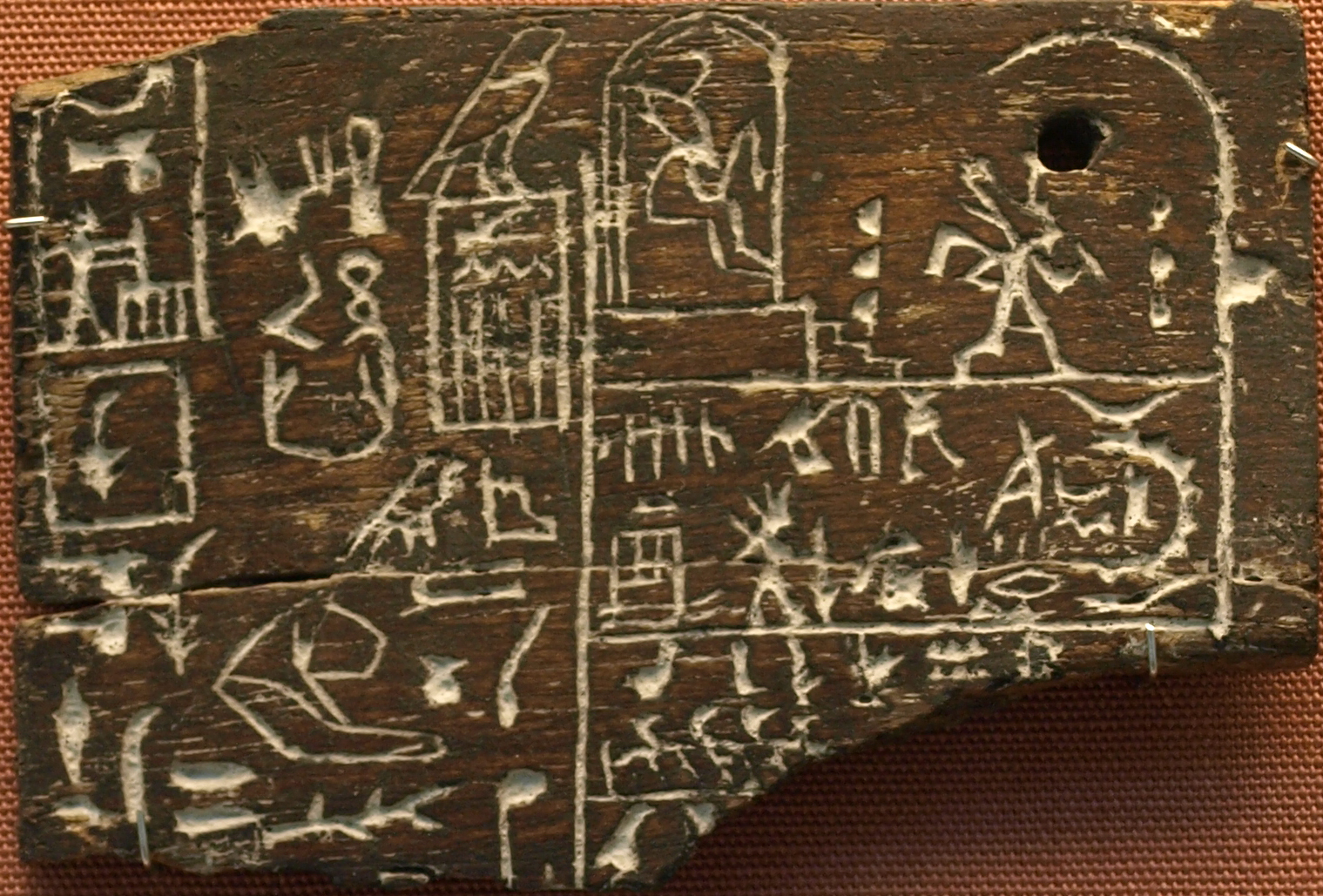
Den sírjában talált ébenfa táblatöredék a nevével és a heb-szed ünnep leírásával.

Den avagy Udimu király, uralkodói nevén Niszut-biti Szemti („Szemti a két ország királya”) az óegyiptomi I. dinasztia egyik viszonylag jól dokumentált személye, mivel sok lelet köthető a nevéhez. 

## Személye
Valószínűleg Manethón listájának Uszaphaisz nevével azonosítható, néha Uszaphaidosz alakban szerepel. A Meritneith királyné sírjából előkerült feliratok alapján vagy testvére, vagy fia az őt megelőző Dzset királynak. A Szemti név alapján az abüdoszi királylista Heszepti nevével is azonosítható.
A Den idejéből fennmaradt, azonosítható feliratok alapján a Palermói kő felsorolásának több eseménye is rá vonatkozik. A Palermói kő sérülései miatt a kapcsolódó uralkodónév azonosíthatatlan, azonosság esetén Den 42 évig uralkodott. A Den névvel ellátott elefántcsont tábla egy keleti hadjáratot örökít meg, valószínűleg valamelyik sivatagi törzs legyőzéséről szól.
Den egyik sztéléje alapján a Memphisz városában kialakult szent bika-kultusz, Ápisz tiszteletének kezdete az ő nevéhez fűződik.
Sírja Abüdoszban van, az U-Z-jelű sír 19 méter hosszú és 15 méter széles. Sokkal kisebb, mint az Emery által 1935-ben feltárt és neki tulajdonított szakkarai S 3035-ös sír, amely Hemaka vezír sírja. Az abüdoszi sírt 174 melléktemetkezés kíséri.

## Kronológia
A Dennél több, mint két és fél évezreddel később író Manethón ókori egyiptomi történész szerint Den 20 évig uralkodott, míg az i. e. 13. században élt II. Ramszesz korában származó torinói királylista sérült, így az nem ad információt Den uralkodásának hosszáról. A legtöbb egyiptológus és történész a palermói kőt tekinti mérvadónak Den uralkodásánál: ez a történelmi lelet 42 évet uralmat tulajdonít neki.

## Uralkodás
Régészeti leletek azt sejtetik, hogy uralkodása elején Den több éven át édesanyjával, Meritneithtel osztozott Egyiptom trónján. Meritheith régens vagy akár de facto fáraó is lehetett, amire azért lehetett szükség, mert Den túl fiatal volt ahhoz, hogy egymaga uralkodjon. Ez nem volt szokatlan az ókori Egyiptomban: Den előtt Neithhotep, Narmer vagy Hór-Aha felesége is uralkodhatott, később pedig Szobeknoferuré és Hatsepszut fáraónők is vezették az országot. Kormányzásáért Meritneithet az Umm el-Kaáb-i királyi temetőben nagyméretű, a kor királyainak nyugvóhelyeivel vetekedő sírral és saját halottkultusszal jutalmazták.

## Titulatúra
A fáraók titulatúrájának magyarázatát és történetét lásd az Ötelemű titulatúra szócikkben.
| G5 |

| G5 |

| D46 · n |

| D46 · n |

| D46 · n |

| D46 · n |

| G5 |

| G5 |

| D46 · n |

| D46 · n |

| D46 · n |

| D46 · n |

| G16 |

| G16 |

| N25 · N25 | t |

| N25 · N25 | t |

| G16 |

| G16 |

| N25 · N25 | t |

| N25 · N25 | t |

| G8 |

| G8 |

| I12 | S12 · V9 |

| I12 | S12 · V9 |

| G8 |

| G8 |

| I12 | S12 · V9 |

| I12 | S12 · V9 |

| M23 | L2 |

| M23 | L2 |

| N25 · N25 · t |

| N25 · N25 · t |

| N25 · N25 · t |

| N25 · N25 · t |

| N25 · N25 · t |

| N25 · N25 · t |

| N25 · N25 · t |

| N25 · N25 · t |

| M23 | L2 |

| M23 | L2 |

| N25 · N25 · t |

| N25 · N25 · t |

| N25 · N25 · t |

| N25 · N25 · t |

| N25 · N25 · t |

| N25 · N25 · t |

| N25 · N25 · t |

| N25 · N25 · t |